# El huevo del dinosaurio
El huevo del dinosaurio es una película documental de Argentina filmada en colores dirigida por Josefina Recio sobre su propio guion que se estrenó el 24 de enero de 2020. El filme se refiere a la actividad de un taller barrial de Bahía Blanca al que concurren personas con distinto grado de discapacidad intelectual.

## Sinopsis
La actividad en el taller barrial de artes plásticas Los Chopen, de Bahía Blanca, donde una treintena de personas de 20 a 60 años con diversos grados de discapacidad intelectual, pero no artística, editan su propia publicación, exponen en varios salones y hasta han vendido obras.

## Declaraciones de la fundadora del taller
Ana Montaner, la fundadora del taller, declaró que "El grupo Los Chopen está formado por 20 artistas con discapacidad intelectual. No obstante, si hacemos una mirada más abarcativa y honesta, todos tenemos algún tipo de discapacidad física, intelectual y hasta espiritual...El arte es una actividad totalmente igualadora, que nace del potencial que cada uno tiene y de aquello que desea expresar....El arte es comunicación y todos tenemos algo para comunicar, cada uno desde las herramientas de que dispone y como puede."

## Comentarios
Paraná Sendrós en Ámbito Financiero escribió:

”… un taller particular, el de Los Chopen, de Bahía Blanca… se mantiene gracias a un sistema de socios, el porcentaje de las ocasionales ventas, y la enorme dedicación de cinco mujeres que allí enseñan pintura, escultura, cerámica y otras disciplinas. A la cabeza, Ana Montaner, la fundadora, que según dicen dejó de pintar admirada por los cuadros de sus alumnos…. la autora del documental es su hija, pero el resultado no es un film “institucional” sino una celebración bien hecha del amor por el arte y la gente en medio de sus dificultades y nuestras aprehensiones. Hay un ánimo juguetón y un sentimiento que envuelve la poesía.”.

Adolfo C. Martínez en La Nación opinó:

”En un taller barrial un grupo de jóvenes, la mayoría de ellos con síndrome de Down, se dedica con pasión a la pintura. La directora Josefina Recio sigue con su atenta cámara el día a día de esos protagonistas, que descubren en cada pincelada sobre la tela la necesidad de ser libres, expresar sus deseos, temores y creencias en un mundo que los atenaza, muchas veces negándoles su interioridad y, al mismo tiempo, les deja lugar para sus sueños y para comprender a quienes se encuentran a su lado. En contraposición a los cuadros surrealistas que suelen pintar buena parte de los integrantes del taller, el grupo deja lugar para la risa y para la ternura.”